# A Matter of Life and Death Tour
A Matter of Life and Death y A Matter of the Beast es el decimoctavo de dos giras de conciertos de la banda británica de heavy metal Iron Maiden, realizada durante los años 2006 y 2007 para promocionar su decimocuarto álbum de estudio A Matter of Life and Death.
El espectáculo recorre Norteamérica, Japón y Europa. Comenzando el 4 de octubre de 2006 en Hartford, Connecticut, Estados Unidos, terminando el 24 de junio de 2007 en Londres, Inglaterra, se presentó en algunas de las ciudades más grandes de Japón, Canadá, Alemania, Suecia, Finlandia, Países Bajos, Francia e Italia.

## Bandas soportes
- Lauren Harris

es una joven cantante británica, hija de Steve Harris. En los últimos tiempos la banda de Lauren está participando en numerosos festivales a lo largo del mundo, así como acompañando a la banda británica Iron Maiden en sus giras.
- Trivium

es una banda de thrash metal, metalcore, procedentes de Orlando, Florida.
- Bullet for My Valentine

es una banda de metalcore procedentes de Bridgend, Gales. El grupo se constituyó originalmente bajo el nombre de "Jeff Killed John" en 1997, versionando canciones de Metallica.
- 3 Inches of Blood

es una banda de heavy metal canadiensa procedentes de Vancouver, Columbia Británica formada en 1999.
- Parikrama

es una banda de rock and roll procedentes de la India.

## Lista de canciones
| A Matter of Life and Death |                                       |                                |          |  |
| N.º                        | Título                                | Escritor(es)                   | Duración |  |
| 1.                         | «Different World»                     | Adrian Smith, Steve Harris     |          |  |
| 2.                         | «These Colours Don't Run»             | Smith, Harris, Bruce Dickinson |          |  |
| 3.                         | «Brighter Than a Thousand Suns»       | Smith, Harris, Dickinson       |          |  |
| 4.                         | «The Pilgrim»                         | Harris, Janick Gers            |          |  |
| 5.                         | «The Longest Day»                     | Smith, Harris, Dickinson       |          |  |
| 6.                         | «Out of the Shadows»                  | Dickinson, Harris              |          |  |
| 7.                         | «The Reincarnation of Benjamin Breeg» | Harris, Dave Murray            |          |  |
| 8.                         | «For the Greater Good of God»         | Harris                         |          |  |
| 9.                         | «Lord of Light»                       | Smith, Harris, Dickinson       |          |  |
| 10.                        | «The Legacy»                          | Gers, Harris                   |          |  |

| N.º | Título                                                | Escritor(es)             | Duración |  |
| 11. | «Fear of the Dark» (Fear of the Dark)                 | Harris                   |          |  |
| 12. | «Iron Maiden» (Iron Maiden)                           | Harris                   |          |  |
| 13. | «2 Minutes to Midnight» (Powerslave)                  | Dickinson, Smith         |          |  |
| 14. | «The Evil That Men Do» (Seventh Son of a Seventh Son) | Smith, Dickinson, Harris |          |  |
| 15. | «Hallowed Be Thy Name» (The Number of the Beast)      | Harris                   |          |  |

## Fechas del tour
| América del Norte       |                                   |                        |                                           |
| 4 de octubre de 2006    | Hartford, Connecticut             | Estados Unidos         | New Inglaterra Dodge Music Center         |
| 6 de octubre de 2006    | Boston, Massachusetts             | Estados Unidos         | Agganis Arena                             |
| 7 de octubre de 2006    | Camden, New Jersey                | Estados Unidos         | Tweeter Center at the Waterfront          |
| 9 de octubre de 2006    | Ciudad de Quebec                  | Canadá                 | Colisée Pepsi                             |
| 10 de octubre de 2006   | Montreal, Quebec                  | Canadá                 | Centre Bell                               |
| 12 de octubre de 2006   | Uniondale, Nueva York             | Estados Unidos         | Nassau Veterans Memorial Coliseum         |
| 13 de octubre de 2006   | Rutherford del Este, Nueva Jersey | Estados Unidos         | Izod Center                               |
| 16 de octubre de 2006   | Toronto, Ontario                  | Canadá                 | Air Canada Centre                         |
| 17 de octubre de 2006   | Auburn Hills, Míchigan            | Estados Unidos         | The Palace of Auburn Hills                |
| 18 de octubre de 2006   | Rosemont, Illinois                | Estados Unidos         | Allstate Arena                            |
| 21 de octubre de 2006   | Irvine, California                | Estados Unidos         | Verizon Wireless Amphitheater             |
| Japón                   |                                   |                        |                                           |
| 25 de octubre de 2006   | Tokio                             | Japón                  | Nippon Budōkan                            |
| 26 de octubre de 2006   | Hiroshima                         | Japón                  | Yubinchokin Hall                          |
| 28 de octubre de 2006   | Tokio                             | Japón                  | Forum                                     |
| 30 de octubre de 2006   | Osaka                             | Japón                  | Osaka-jo Hall                             |
| 31 de octubre de 2006   | Nagoya                            | Japón                  | Shimin Hall                               |
| Europa                  |                                   |                        |                                           |
| 9 de noviembre de 2006  | Aalborg                           | Dinamarca              | Gigantium                                 |
| 10 de noviembre de 2006 | Copenhague                        | Dinamarca              | Valby Hallen                              |
| 12 de noviembre de 2006 | Tampere                           | Finlandia              | Tampereen jäähalli                        |
| 14 de noviembre de 2006 | Helsinki                          | Finlandia              | Hartwall Areena                           |
| 15 de noviembre de 2006 | Helsinki                          | Finlandia              | Hartwall Areena                           |
| 17 de noviembre de 2006 | Estocolmo                         | Suecia                 | Globen Arena                              |
| 18 de noviembre de 2006 | Estocolmo                         | Suecia                 | Globen Arena                              |
| 20 de noviembre de 2006 | Gothenburg                        | Suecia                 | Scandinavium                              |
| 21 de noviembre de 2006 | Oslo                              | Noruega                | Vallhall Arena                            |
| 23 de noviembre de 2006 | Bergen                            | Noruega                | Vestlandshallen                           |
| 25 de noviembre de 2006 | Estocolmo                         | Suecia                 | Globen Arena                              |
| 27 de noviembre de 2006 | Bolduque                          | Países Bajos           | Brabanthallen                             |
| 28 de noviembre de 2006 | París                             | Francia                | Palais Omnisports de Paris-Bercy          |
| 30 de noviembre de 2006 | Barcelona                         | España                 | Palau Sant Jordi                          |
| 2 de diciembre de 2006  | Milán                             | Italia                 | DatchForum                                |
| 3 de diciembre de 2006  | Milán                             | Italia                 | DatchForum                                |
| 5 de diciembre de 2006  | Zúrich                            | Suiza                  | Hallenstadion                             |
| 7 de diciembre de 2006  | Stuttgart                         | Alemania               | Schleyerhalle                             |
| 9 de diciembre de 2006  | Dortmund                          | Alemania               | Westfalenhalle                            |
| 11 de diciembre de 2006 | Cardiff                           | Reino Unido            | Cardiff International Arena               |
| 12 de diciembre de 2006 | Birmingham                        | Reino Unido            | NEC                                       |
| 14 de diciembre de 2006 | Mánchester                        | Reino Unido            | Manchester Evening News Arena             |
| 15 de diciembre de 2006 | Glasgow                           | Reino Unido            | Scottish Exhibition and Conference Centre |
| 17 de diciembre de 2006 | Newcastle                         | Reino Unido            | Metro Radio Arena                         |
| 18 de diciembre de 2006 | Sheffield                         | Reino Unido            | Sheffield Arena                           |
| 20 de diciembre de 2006 | Dublín                            | Irlanda                | Point Theatre                             |
| 22 de diciembre de 2006 | Londres                           | Reino Unido            | Earls Court                               |
| 23 de diciembre de 2006 | Londres                           | Reino Unido            | Earls Court                               |
| EAU/Europa II/India     |                                   |                        |                                           |
| 9 de marzo de 2007      | Dubái                             | Emiratos Árabes Unidos | Dubai Desert Rock Festival                |
| 11 de marzo de 2007     | Atenas                            | Grecia                 | Hellinikon Basketball Arena               |
| 14 de marzo de 2007     | Belgrado                          | Serbia                 | Belgrade Fair Hall 1                      |
| 17 de marzo de 2007     | Bangalore                         | India                  | Bangalore Palace                          |
| Europa III              |                                   |                        |                                           |
| 2 de junio de 2007      | Liubliana                         | Eslovenia              | Bezigrad Stadium                          |
| 4 de junio de 2007      | Sofía                             | Bulgaria               | Lokomotiv Stadium                         |
| 6 de junio de 2007      | Ostrava                           | República Checa        | Ostrava Banik Football Stadium            |
| 8 de junio de 2007      | Ludwigshafen am Rhein             | Alemania               | Südweststadion                            |
| 10 de junio de 2007     | Donington Park                    | Reino Unido            | Download Festival                         |
| 14 de junio de 2007     | Venecia                           | Italia                 | Heineken Jammin' Festival                 |
| 16 de junio de 2007     | Biddinghuizen                     | Países Bajos           | Fields of Rock                            |
| 17 de junio de 2007     | Düsseldorf                        | Alemania               | ISS-Dome                                  |
| 20 de junio de 2007     | Roma                              | Italia                 | Estadio Olímpico de Roma                  |
| 21 de junio de 2007     | Bilbao                            | España                 | Bilbao BBK Live                           |
| 23 de junio de 2007     | Dessel                            | Bélgica                | Graspop Metal Meeting                     |
| 24 de junio de 2007     | Londres                           | Reino Unido            | Brixton Academy                           |